# Eastvale (Pennsylvania)
Eastvale  è una borough degli Stati Uniti d'America, nella contea di Beaver nello Stato della Pennsylvania. Secondo il censimento del 2000 la popolazione è di 293 abitanti.

## Società

### Evoluzione demografica
La composizione etnica vede una prevalenza della razza bianca (96,93%) seguita da quella afroamericana (1,71%), dati del 2000.
| borough di Eastvale Popolazione |     |
| 2000                            | 293 |
| Stima al 2009                   | 266 |